# Adultocentrisme
La paraula adultocentrisme fa referència a l'existència d'un tipus hegemonia, una relació social asimètrica entre les persones adultes, que ostenten el poder i són el model de referència per a la visió del món, i altres persones, generalment nenes, nens, adolescents, joves i persones grans.
L'adultocentrisme és una visió del món construïda (i relacionada) sobre l'ordre social anomenat patriarcat, caracteritzat per les relacions de dominació sobre les dones. Així com les dones han estat excloses del pensament central, a través del androcentrisme, sovint les nenes i nens i les persones grans tampoc s'han tingut en compte, s'ha generat adultocentrisme.
L'adultocentrisme es tradueix en pràctiques que sustenten la representació de les persones adultes com un model acabat al que aspirar i, a través del qual, complir les tasques i aspiracions socials. Aquesta visió orienta les polítiques i programes destinats a la infància, a la joventut i a les persones grans.

## Classes d'edat
L'adultocentrisme es relaciona amb el concepte de classes d'edat, que es pot explicar com l'existència de diferents classes socials en la vida d'una persona, ja que depenent de la seva edat es definiran els seus drets, privilegis i deures. La transició entre aquestes classes es delimitarà, depenent de les circumstàncies, per moments com el matrimoni, l'ocupació, la culminació d'estudis o el servei militar. s'estableix una divisió variable històricament i culturalment, construïda en el si de cada grup social segons les condicions materials i socials del moment. A les societats adultocèntriques, s'afavoreix el predomini de les persones en l'etapa adulta i la subordinació de les persones en la resta d'edats.
L'adultocentrisme és un procés construït històricament. Existeixen nombrosos relats en la història humana, en diferents societats, que reflecteixen relacions entre classes d'edat, les descriuen pel seu caràcter conflictiu i expliquen les asimetries i l'autoritarisme que reprodueixen.

## Trets
L'hegemonia adultocentrista es caracteritza per:
- Associar la figura de la persona gran com una persona en decadència, a la qual no hi ha per què tenir en compte, sinó protegir.
- Entendre que les nenes, nens i adolescents són projectes, han de preparar-se a través de l'educació per incorporar-se a una ocupació. Per tant, no són persones preparades per opinar o decidir en la societat.
- Associar a la figura jove amb el risc i l'amenaça. La societat opta d'aquesta manera per la prevenció i per les mesures de seguretat.[4]
- L'adultocentrisme s'enforteix amb la difusió d'un estereotip sobre la infància i la joventut que generalitza i homogeneïtza la imatge sobre els comportaments dels seus integrants. En l'imaginari, l'estereotip de la joventut es representa com una persona de classe mitjana o alta, urbana, estudiant, home, de raça blanca, heterosexual i sense discapacitat. No obstant això, existeix una gran diversitat de joves, tenint en compte, a més, factors com la classe social i econòmica, rang d'estudis, identitat i orientació sexual, origen i diversitat funcional.
- L'adultocentrisme esdevé un procés paradoxal, ja que s'inclou aquestes edats a través de l'educació, intervenció i protecció social, però se les exclou de la participació ciutadana i l'opinió pública.[5]